# Ptilogyna (Plusiomyia) felix
Ptilogyna (Plusiomyia) felix is een tweevleugelige uit de familie langpootmuggen (Tipulidae). De soort komt voor in het Australaziatisch gebied.